# 查爾斯敦 (新罕布什爾州)
查爾斯敦（英語：Charlestown）是一個位於美國新罕布什爾州沙利文縣的鎮。

## 人口
根據2020年美國人口普查的數據，查爾斯敦的面積為98.50平方千米，當中陸地面積為92.60平方千米，而水域面積為5.90平方千米。當地共有人口4806人，而人口密度為每平方千米49人。